# Гасанов, Назир Гусейнович
Назир Гусейнович Гасанов (20 июня 1985; Караг, Табасаранский район, Дагестанская АССР, СССР) — российский регбист, хукер команды «Тель-Авив Хит».

## Карьера

### Клубная
Занимался греко-римской борьбой и баскетболом, позже перешёл в регби.
Начинал свою карьеру в команде «Пенза». С 2009 -2015г играл за красноярский клуб «Красный Яр» С января 2015 года защищает цвета красноярской команды «Енисей-СТМ». В январе 2017 подписал контракт с краснодарской «Кубанью». В 2020 году перешёл в «Булаву».

### В сборной
В сборной с 2012 года.

## Достижения
- Чемпионат России: 2011 (серебро)[7], 2012 (серебро)[8], 2013 (золото)[9], 2016 (золото)[10]
- Кубок России: 2011, 2013 (обладатель), 2014 (финалист)
- Суперкубок России: 2015 (обладатель)[11]

## Матч всех звёзд ПРЛ
Гасанов в составе команды «Русские медведи» принял участие в Матче всех звёзд Профессиональной регбийной лиги. Он состоялся в Москве 15 сентября 2013 года на стадионе «Слава».